# Litwin Gorliwy

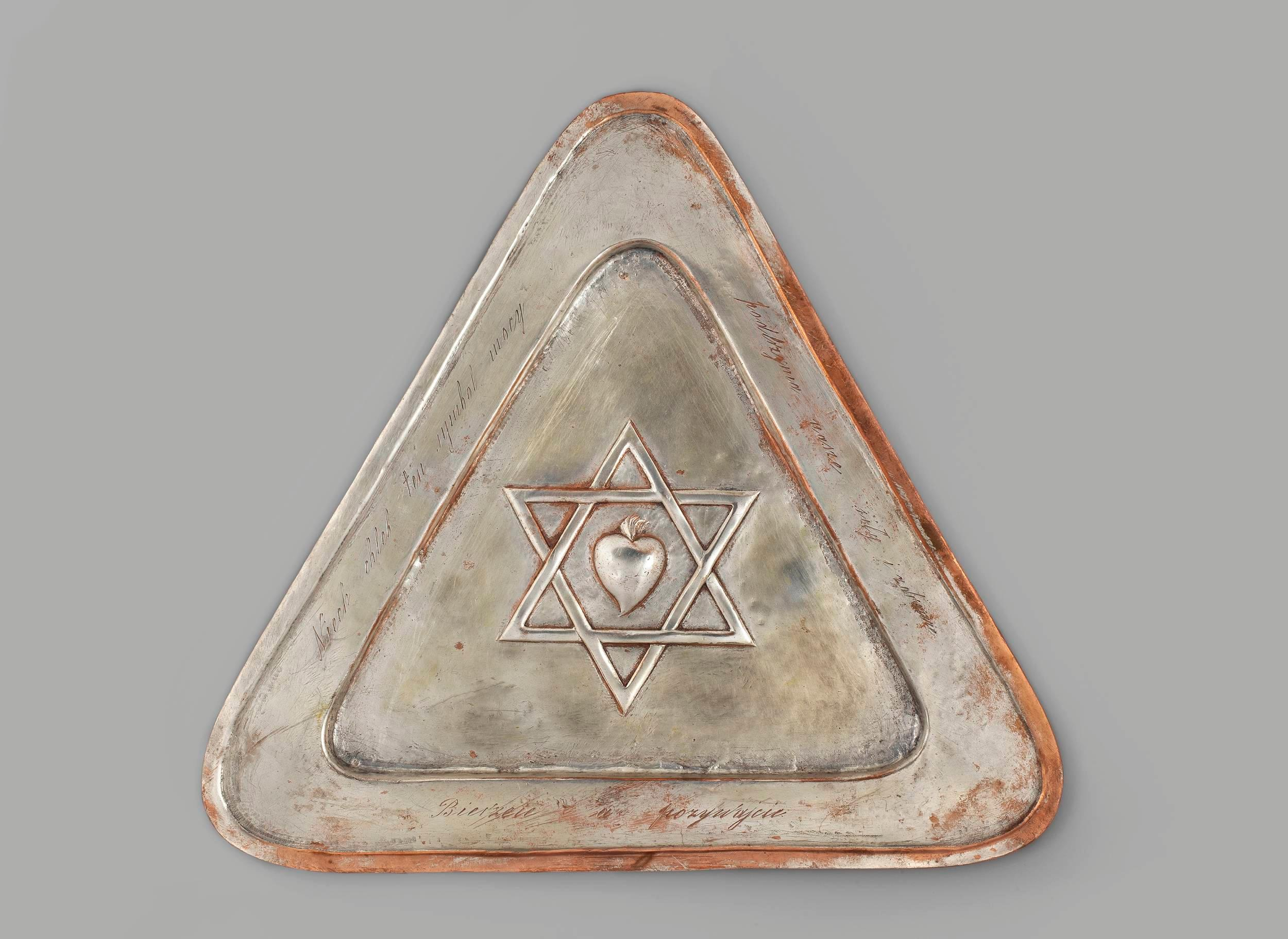
Patera na chleb loży masońskiej „Gorliwy Litwin”, ok. 1816, w zbiorach Muzeum Narodowego w Warszawie

Litwin Gorliwy na Wschodzie Wilna – loża wolnomularska założona przez wielką lożę Katarzyny pod Gwiazdą Północną 15 grudnia 1780 roku. Wchodziła w skład Wielkiego Wschodu Narodowego Polski. Zamknięta w 1812 roku, wznowiła prace w 1816 roku. Po wskrzeszeniu pierwszym Mistrzem Katedry był biskup sufragan Nikodem Puzyna.